# Johann Nicolaus Führsen
Johann Nicolaus Führsen (* 24. März 1678 in Hamburg; † 1. Mai 1737 in Preetz) war ein deutscher Pastor.

## Leben und Wirken
Die Vorfahren Johann Nicolaus Führsens gingen in Hamburger Linie zurück auf Johannes Fürsen und in Schleswig-Holstein auf Hieronymus Fuerssen (um 1645–1720), der als Sohn eines Fuhrmanns aus der Hamburger Linie stammte.
1706 übernahm Führsen eine Pastorenstelle in Wanderup. 1711 kam die Gemeinde Bovenau hinzu. 1712 folgte er auf Heinrich Johnson als Prediger am Kloster Preetz. An dem begehrten Wirkungsort initiierte er 1726 eine zweite Armenkasse und 1728 eine erste Armenordnung.
Führsen bat die geistliche Oberbehörde weitestgehend erfolglos, lateinische Lieder des Chores zukünftig in deutscher Sprache zu singen. Ein Erlass des Kaisers hierzu erfolgte erst nach seinem Tod am 26. Februar 1777.

## Familie
Am 10. Mai 1707 heiratete Führsen Katharina Elisabeth Magelsen (* 13. Dezember 1681; † um 1769), deren Vater Johann Magelsen aus Hamburg stammte. Das Ehepaar hatte fünf Söhne und zwei Töchter. Zu seinen Söhnen gehörte der königlich dänische Leibmedikus Joachim Fürsen. Einer seiner Schwiegersöhne war Peter Hensler, dessen Bruder Friedrich Führsens Predigerstelle übernahm. Weitere bekannte Schwiegerkinder waren P. Hensler und C. J. H. Dreyer.